# Allen Thomson
Allen Thomson (Edimburgo, 2 aprile 1809 – Londra, 21 marzo 1884) è stato un anatomista scozzese.
Insegnò all'università di Glasgow (1846-1847) ed Edimburgo (1842-1846), dopodiché nel 1848 divenne socio della Royal Society per meriti. Fu tra gli iniziatori dell'anatomia comparata, ma effettuò anche studi di ottica e fisiologia.